# Alucita postfasciata
Alucita postfasciata is een vlinder uit de familie van de waaiermotten (Alucitidae). De wetenschappelijke naam van de soort is voor het eerst geldig gepubliceerd in 1910 door Fletcher.